# ويليام لورد
ويليام لورد (8 أغسطس 1873 - 16 يونيو 1906) (بالإنجليزية: William Lord)‏ هو لاعب كريكت بريطاني.